# Lejle järnvägsstation
Lejle järnvägsstation (finska: Leinelän rautatieasema) är en järnvägsstation i Vanda i Storhelsingfors längs med Ringbanan. Stationen togs i bruk 1 juli 2015. Den trafikeras av pendeltågslinjerna I och P.